# Zvukový čip

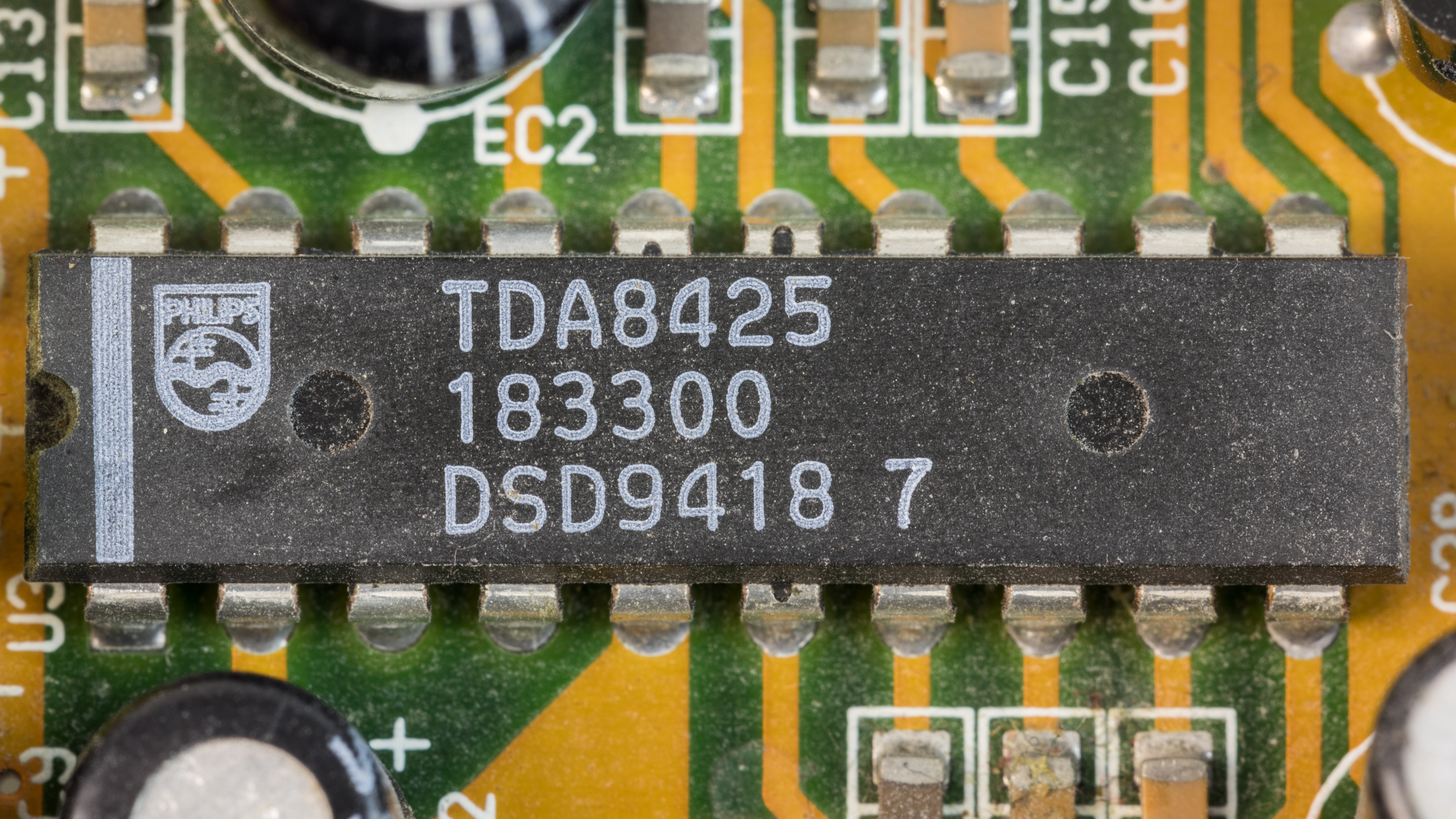
Zvukový čip na základní desce

Zvukový čip je integrovaný obvod navržený pro tvorbu zvuků (viz chiptune). Toho je docíleno pomocí digitální, analogové nebo smíšené elektroniky. Zvukové čipy obvykle obsahují zařízení jako oscilátory, envelope kontrolery, vzorkovače, filtry a zesilovače.

## Programovatelné zvukové generátory(PSG)
- Atari
  - Atari TIA, kombinovaný zvukový a grafický čip použitý v Atari 2600 a Atari 7800.
  - Atari POKEY, použitý v 8bitových počítačích Atari, Atari 5200 a jistých cartridžích k Atari 7800.
  - Atari AMY, určený pro 65XEM, ale nikdy nebyl vydán.

- General Instrument
  - General Instrument AY-3-8910 (totéž co Yamaha YM2149)
- Hudson Soft
  - Hudson Soft HuC6280, použitý v TurboGrafx-16/PC Engine.
- MOS Technology
  - MOS Technology 6560/6561 "VIC", použitý v Commodore VIC-20.
  - MOS Technology 6581/8580 "SID", použitý v Commodore 64 a Commodore 128.
  - MOS Technology 7360/8360 "TED", použitý v Commodore 16 a Commodore Plus/4.
- Philips
  - Philips SAA 1099, použitý v SAM Coupé.
- Ricoh
  - Ricoh 2A03/2A07, použitý v Nintendo Entertainment System/Famicom. (Hardwarové rozšíření.)
    - Konami
      - Konami VRC6, použitý v některých cartridžích u NES.

    - Namco
    - Sunsoft
- Sharp
- Texas Instruments
  - Texas Instruments SN76477
  - Texas Instruments SN76489 "DCSG", použitý v Sega SG-1000, BBC Micro, a Texas Instruments TI-99/4a.
  - Texas Instruments SN76489A "DCSG", použitý v ColecoVision, Sega Master System, Sega Pico, Sega Game Gear a Sega Mega Drive/Genesis.
  - Texas Instruments SN76496, použitý v Tandy 1000.
- Yamaha
  - Yamaha YM2149, použitý v Atari ST, MSX, Intellivision, Amstrad CPC a ZX Spectrum (totéž co General Instrument AY-3-8910)

## Frekvenční modulační syntéza(FM syntéza)
- Yamaha
  - Yamaha YM2413 (a.k.a. OPLL), použitý v MSX v MSX Music cartridžích jako FM-PAC a interně v několika Japonských modelech od Panasonic, Sony a Sanyo; také použitý v Sega Mark III (Japonská verze Master Systemu)
  - Yamaha YM2151 (a.k.a. OPM), použitý v Sharp X68000 a Yamaha SFG-01 a SFG-05 FM cartridžích zvukové syntetizační jednotky pro MSX
  - Yamaha YM2203 (a.k.a. OPN), použitý v PC-88 a PC-98
  - Yamaha YM2608 (a.k.a. OPNA), použitý v PC-88 a PC-98
  - Yamaha YM2610 (a.k.a. OPNB), použitý v SNK Neo Geo
  - Yamaha YM2612 (a.k.a. OPN2), použitý v Sega Mega Drive / Genesis
  - Yamaha YM3526 (a.k.a. OPL)
    - Yamaha Y8950, (a.k.a. MSX-AUDIO, velmi podobný Yamaha YM3526) použitý v MSX-zvukových cartridžích pro MSX: Panasonic FS-CA1, Toshiba HX-MU900 a Philips NMS-1205

  - Yamaha YM3812 (a.k.a. OPL2), použitý v AdLib a raných zvukových kartách Sound Blaster
  - Yamaha YMF262 (a.k.a. OPL3), použitý v Sound Blaster Pro 2.0 a pozdějších kartách
  - Yamaha YMF278 (a.k.a. OPL4), použitý v Moonsound cartridžích pro MSX
  - Yamaha YMF288 (a.k.a. OPN3), použitý v PC-98
  - Yamaha YMF7xx (Vestavěný zvukový chipset v některých laptopech a zvukových kartách)
- Konami

## Pulzně kódová modulace(PCM, založeno na digitálníchvzorcích)
- MOS Technology 8364 "Paula"
- Sony SPC700
- Ricoh RF5c68